# Arachnothera chrysogenys
Arachnothera chrysogenys е вид птица от семейство Nectariniidae.

## Разпространение
Видът е разпространен в Бруней, Индонезия, Малайзия, Мианмар, Сингапур, Тайланд и Виетнам.